# 大比伦峰

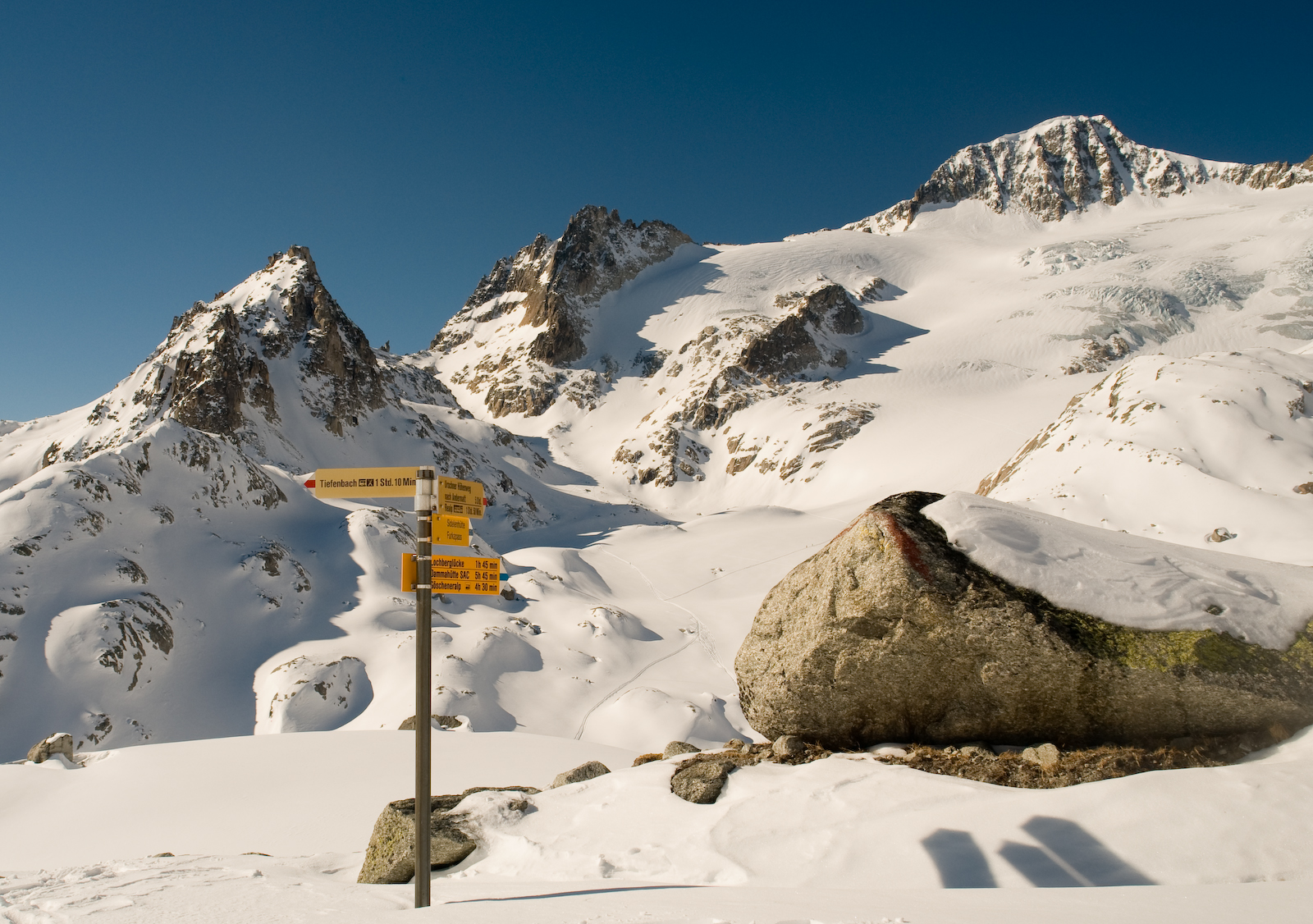

46°36′13.85″N 8°25′40.73″E / 46.6038472°N 8.4279806°E
大比倫峰（德語：Gross Bielenhorn）是瑞士烏里州的山峰，位於該國南部，屬於烏里山的一部分，處於伯恩東南面80公里，海拔高度3,210米，每年平均降雨量2,465毫米。